# Clock DVA
Clock DVA (читается Клок ДВА) — британская электронная группа, основанная в 1978 году в Шеффилде Адольфом «Ади» Ньютоном (англ. Adolphus "Adi" Newton ) и Стивеном «Джаддом» Тёрнером (англ. Steven "Judd" Turner).

## История
Первоначально группа много экспериментировала с синтезаторами и лупами. 
В 1980 году они выпустили альбом «White Souls In Black Suits» на лейбле Throbbing Gristle Industrial Records. Позже, вместе с выходом альбома «Thirst» (1981) стало ясно, что группа меняет звучание и начинает смешивать эксперименты с электроникой и классические роковые ходы.
В 1983 г. Ньютон решает вновь изменить звук группы и выпускает альбом High Holy Disco Mass на мейджоре под именем DVA,и альбом Advantage непосредственно под именем Clock DVA.  
 
После этих странностей выходят несколько альбомов похожей направленности под именем The Anti-Group. 
В 1987 г. Ньютон реинкарнирует группу и вместе с Dean Dennis и Paul Browse вновь меняет звучание группы в сторону EBM, с выходом альбома Buried Dreams.
Dean Dennis выпускает сольник под именем Sector, а в 2006 записывает Metropolis. 
 
Paul Browse выпускает альбом «Sensitive Disruption», именуя свою группу «Visions of Excess», звуча как ранние Clock DVA

## Дискография
| Студийные альбомы | Студийные альбомы          | Студийные альбомы  | Студийные альбомы |
| Год               | Название                   | Лейбл              |                   |
| ----------------- | -------------------------- | ------------------ | ----------------- |
| 1980              | White Souls in Black Suits | Industrial Records |                   |
| 1981              | Thirst                     | Fetish Records     |                   |
| 1983              | Advantage                  | Polydor Records    |                   |
| 1989              | Buried Dreams              | Interfisch Records |                   |
| 1992              | Man-Amplified              | Contempo           |                   |
| 1992              | Digital Soundtracks        | Contempo           |                   |
| 1993              | Sign                       | Contempo           |                   |
| Концертный альбом |                            |                    |                   |
| Год               | Название                   | Лейбл              |                   |
| 1990              | Transitional Voices        | Interfisch Records |                   |